# Dobroszláv József
Dobroszláv József (Felsőgalla, 1932 – 2016) magyar festőművész, Dobroszláv Lajos festőművész fia.

## Életpályája
Építészmérnöki diplomát szerzett. Festőnek lényegében autodidakta: édesapjától, Dobroszláv Lajostól tanult. 1950-től kiállító művész: a Műcsarnok és az Ernst Múzeum országos kiállításain szerepelt.

## Emlékezete
2018-ban emlékkiállítást rendeztek műveiből a Tatai Református Gimnáziumban.

## Egyéni kiállításai
Első egyéni tárlatát 1967-ben rendezte. 1971-ben Helsinkiben, majd 1987-ben a győri Képcsarnoknál, 1995-ben Komáromban volt egyéni kiállítása.

## Részvétele csoportos kiállításokon (válogatás)
1980-ban szerepeltek művei a memphisi, 1981-ben a londoni, 1983-ban az oslói akvarell kiállításon.

## Művei közgyűjteményekben
Művei találhatók a Magyar Nemzeti Galéria és a Hadtörténeti Múzeum gyűjteményében.

## Írásai
- Dobroszláv József: Visszaemlékezés a II. világháború Tatán átélt utolsó hónapjaira (1944 őszétől – 1945 tavaszáig)[3]